# Misraq Shewa
Misraq Shewa är en zon i Etiopien.   Den ligger i regionen Oromia, i den centrala delen av landet, 90 km söder om huvudstaden Addis Abeba. Antalet invånare är 1 356 342.